# Culex plicatus
Culex plicatus är en tvåvingeart som beskrevs av Tania S. Olivares 1993. Culex plicatus ingår i släktet Culex och familjen stickmyggor. Inga underarter finns listade i Catalogue of Life.